# Mitchell Heard
Mitchell Heard, född 12 mars 1992 i Bowmanville, Ontario, är en kanadensisk professionell ishockeyspelare som spelar för Straubing Tigers i Deutsche Eishockey Liga.